# Maria Cervera Coderch
Maria Cervera Coderch   (la Selva de Mar, 4 de setembre de 1928 - Palafrugell, 24 de setembre de 2011), va ser una actriu de teatre local al municipi de Palafrugell.

## Activitat professional
El 1945, després de debutar al Casal de la vila de Palafrugell, va ser seleccionada per ser la protagonista de "Blancanieves y los siete enanitos". La "Blancanieves" va ser l'obra més recordada de la Maria Cervera, en la qual la seva interpretació i la seva veu varen brillar.
L'any següent va fer la "Cenicienta", també al Casal. El 1947 va seguir amb "Colorin Colorado". La Maria Cervera va anar alternant les seves actuacions com a cantant i les seves participacions en les obres teatrals.
Durant molts anys va formar part de les Corals de la Vila i fou una de les fundadores del Grup Peix Fregit, el qual canta havaneres.

## Teatre
Obres sota la direcció de Manel Nicolau:
- "La juventud pasa"
- "Doña Clarines"
- "La danza de los velos"
- "Julieta, filla única"
- "Un timbre que no suena"
- "L'amor vigila"
- "Julieta i Romeu"

Col·laboració en dues revistes de Manel Bisbe:
- "Horizonte azul"
- "Sueños de juventud 1948"[3]

El 1950 a la revista "Decías, Milord?", va aconseguir molt d'èxit amb la cançó "La niña de la estación". Va col·laborar a "Don Juan Tenorio" i "La Tia de Carlos". Les seves darreres actuacions teatrals van ser "Don Juan Tenorio" i "Gente Bien".